# Оливер Кан
Оливер Ролф Кан (на немски: Oliver Rolf Kahn) е бивш немски футболен вратар. Кан е роден на 15 юни 1969 в Карлсруе, Германия.
Титана, както още е известен, е един от най-успешните немски играчи за всички времена. Кан е печелил Бундеслигата осем пъти, шест пъти Купата на Германия, шест пъти купата на Лигата, Купата на УЕФА, Шампионската лига и Интерконтиненталната купа. Бил е избиран в четири последователни години за Най-добър вратар в Европа, три пъти е бил избиран за Най-добър вратар в света, както и два пъти за Футболист на годината на Германия. На Мондиал 2002 той става първият и единствен вратар, който печели Златната топка за Най-добър играч на Мондиала. Слага край на кариерата си след края на сезон 2007/2008.
От 1994 до 2006 година е част от Националния отбор на Германия. В периода 1994 – 2008 е играч на Байерн Мюнхен.

## Клубна кариера

### Карлсруе
На шестгодишна възраст Кан се присъединява към Карлсруе, където неговият баща играе от 1962 до 1965. Отначало е полеви играч, а след това става вратар. За първи път е включен в първия състав през сезон 1987–88 в Първа Бундеслига. Отначало е резерва на Александър Фамул. На 27 ноември 1987 Кан прави дебюта си в Бундеслигата при домакинската победа с 4:0 над Кьолн. В следващите години Кан си извоюва окончателно титулярното място. През сезон 1993–94 отборът достига полуфинал в Купата на УЕФА, а основна заслуга носи именно Кан.

### Байерн Мюнхен
Доброто представяне на Кан в Карлсруе не остава незабелязано от Байерн. Отборът го закупува за заместник на Раймонд Ауман през сезон 1994–95 за рекордната за вратар сума от (€2 385 000). През сезон 1996–97 Кан печели първата си титла на Германия, купата на Лигата, а освен това е избран за най-добър вратар на Германия за втори път в кариерата си.
През 1999 година Байерн достига до финал в Шампионската лига, където немският колос се изправя срещу Манчестър Юнайтед на Ноу Камп. Въпреки че Байерн повежда след ранен гол на Марио Баслер, англичаните побеждават след голове в последните минути на Теди Шерингам и Оле Гунар Солскяер. През същата година Кан е избран за Най-добър вратар в света от Международната федерация за футболна история и статистика.
През сезон 2000-2001 Оливер Кан най-накрая печели Шампионската лига. На 23 май 2001 година Байерн побеждава на финала Валенсия с 5:4 след дузпи (1:1 в редовното време) на Сан Сиро. Кан спасява три дузпи и е избран за играч на мача, както и за най-добър вратар през сезона в турнира. Също така получава и наградата за феърплей, тъй като след мача утешава плачещия вратар на испанците Сантяго Канисарес. На 27 ноември същата година Байерн печели Междуконтиненталната купа, побеждавайки Бока Хуниорс с 1:0 след продължения, а Оливер Кан отново е безгрешен.
След 20-годишна кариера, 14 години от които в Байерн Мюнхен, слага край на кариерата си след спечелен дубъл с Байерн през сезон 2007-2008. Последният му мач в Бундеслигата е на 17 май 2008 г. при домакинската победа с 4:1 над Херта Берлин. На 2 септември 2008 г. Кан изиграва своя бенефис. Мачът е между Байерн и Германия, който завършва 1:1. Последният му мач за Байерн е на 27 май 2008 г. в контролна среща срещу индийския Мохун Баган по време на турнето на баварците в Азия. Мачът завършва 3:0 за Байерн, а Кан отстъпва мястото си на Михаел Рензинг в 55-тата минута.

### Национален отбор на Германия
Кан първоначално е извикан в националния отбор за Световното първенство през 1994 година. Но той прави своя дебют при победата с 2:1 над Швейцария на 23 юни 1995 г., два месеца след като се възстановява от тежка контузия в сухожилието. Резерва е на Евро 1996, където Германия става Европейски шампион в Англия. Той прекара и Световното първенство през 1998 година във Франция на пейката, но след края на първенството титулярният вратар Андреас Кьопке обявява оттеглянето си, което позволява на Кан да стане новият номер едно. Две години след Евро 2000, където настоящият шампион Германия отпада още в групите, Кан получава капитанската лента.
Въпреки относително лошите очаквания, Германия достига до финал на Световното първенство през 2002. Кан е безспорно най-добрият вратар на първенството и получава само 3 гола, два от които на финала срещу Бразилия. По време на финала Кан игра със скъсано сухожилие на пръст в дясната ръка.
Кан става първият вратар, който печели Златната топка на Световното първенство за индивидуални играчи. Той също така става и първият немски вратар, който запазва пет сухи мрежи на Световно първенство. На Евро 2004 Германия отново отпада в групите, а след първенството Оливер Кан предава капитанската лента на Михаел Балак.
След идването на Юрген Клинсман на мястото на Руди Фьолер начело на Германия, новият треньор започва да прави ротации на вратата. На 7 април 2006 Клинсман обявява, че Леман е неговият първи избор на вратата за Световното първенство същата година. Кан приема това решение и решава да остане в отбора. След отпадането на полуфинал от Италия, Кан най-накрая застава на вратата на Германия в мача за третото място, спечелен с 3:1 срещу Португалия. Той извежда с капитанската лента отбора си в този мач. Това е последният мач на Кан за Германия. Кан се представя на много високо ниво и спасява опасни положения пред своята врата. След мача той обявява своето оттегляне от националния отбор. Така Кан има 86 мача за Германия, в 49 от които е бил капитан. Така и не успява да стане Световен шампион, но завършва втори (2002) и трети (2006).

## Отличия

### Байерн Мюнхен
- Шампион на Германия (8): 1997, 1999, 2000, 2001, 2003, 2005, 2006, 2008
- Купа на Германия (6): 1998, 2000, 2003, 2005, 2006, 2008
- Купа на Лигата (6): 1997, 1998, 1999, 2000, 2004, 2007
- Шампионска лига (1): 2001
- Интерконтинентална купа (1): 2001
- Купа на УЕФА (1): 1996

### Индивидуални отличия
- Вратар на годината в света: 1999, 2001, 2002
- Вратар на годината в Европа: 1999, 2000, 2001, 2002
- Вратар на годината в Германия: 1994, 1997, 1998, 1999, 2000, 2001, 2002
- Второ място за най-добър играч в света за годината: 2002
- Футболист на годината на Германия: 2000, 2001
- Златна топка за Най-добър играч на Световното първенство: 2002
- Играч на мача във финала в Шампионската лига: 2001
- Награда на УЕФА за Феърплей: 2001

### Национален отбор на Германия
- Второ място на Световното първенство: 2002
- Трето място на Световното първенство: 2006
- Трето място на Купата на конфедерациите: 2005
- Европейски шампион: 1996
- Най-добър играч на Световното първенство в Япония и Южна Корея 2002 г.
- Най-добър вратар на Световното първенство в Япония и Южна Корея 2002

## Личен живот
Кан е роден в Карслруе. Той има латвийски произход. Баща му и баба му са от Латвия. Оливер има брат на име Аксел, който е играл в Карлсруе. През 2010 Кан слага край на 10-годишния си брак със Симоне, от която има две деца. През февруари 2011 приятелката му Свеня му ражда син.
През 2009 г. от „Шалке 04“ му предлагат пост на мениджър, който Кан отказва. През април 2011 г. Кан е глобен със 125 000 евро за това, че се е опитал да внесе дрехи на стойност хиляди евро без да ги декларира. Кан не е декларирал пред митнически служители в Мюнхен дрехи за близо 7000 евро, които е купил по време на пътуване до Дубай. При направената проверка той е хванат, а след това са му повдигнати обвинения.